# جون موريسون (قسيس)
جون موريسون (بالإنجليزية: John Morrison)‏ هو قسيس بريطاني، ولد في 11 مارس 1938.